# 麻风病疗养地
痲瘋病療養地是用來隔離檢疫麻风病患者的場所。

## 歷史
中世紀時期，歐洲和印度的痲瘋病療養地的數量增加，這些痲瘋病療養地多興建於修道院區附近。從歷史上看來，人們非常恐懼痲瘋病，因為患者的身體外觀會有明顯的傷殘，且當時無治療方法，被視為是一種不治之症。由基督教管理的療養地通常被稱為「Lazrus之屋」，是取自聖經中的一位痲瘋患者拉撒路（Lazarus）之名。為了確保病患隔離，痲瘋病患的聚落常位於小島上，或是偏遠地區。
有些療養地有自己的交易貨幣，那是因為當時相信如果流通痲瘋病人曾持有的金錢，會造成疾病傳染。痲瘋病也受到「奢侈禁止令」的管制，若痲瘋病人要離開療養地到其他地區，必須要佩戴搖鈴以提醒一般人避開。1982年發展出痲瘋病的有效治療方法，同時也發現痲瘋病為低度傳染的疾病，約95%的人口有自然免疫，此後世界各地的痲瘋病療養地開始慢慢減少。有些治療方法尚不普及的地方，或是對痲瘋病仍有「不潔之病」刻板印象的地方，仍保有療養地。

## 現存的痲瘋病療養地
世界上知名仍保存的痲瘋病療養地位置列表如下：
- 菲律賓：巴拉望省庫利昂島（Culion Island）庫利昂療養所 - 世界最大的痲瘋病療養院
- 马来西亚：雙溪毛糯療養院（Sungai Buloh Leprosarium） - 世界第二大，曾經是痲瘋病研究中心
- 美国：夏威夷州卡拉沃县、路易斯安納州卡威爾
- 日本：沖繩國立療養所沖繩愛樂園、國立療養所宮古南靜園
- 千里達及托巴哥：Chacachacare
- 希腊：克里特史賓納隆加島
- 墨西哥：Carville Zoquiapan
- 中華民國（臺灣）：樂生療養院
- 大韓民國：小鹿島病院（국립소록도병원）、定著村
- ：Derby（西澳大利亞）、Fantome島（北昆士蘭）
- 印度：Malleswaram, Bangalore

## 政府政策
2001年日本公開對公立的痲瘋病療養院進行司法審查，從而確定日本政府虐待病人，熊本地方法院下令政府必須要對之前的病患進行補償，時任首相小泉純一郎正式向遭受系統性國家歧視的前麻風病患者道歉。。